# Алейкія
Алейкі́я (грец. α — без і λευκος — білий) — захворювання кровотворних органів, яке перебігає з різким зменшенням кількості лейкоцитів у крові (з 6—8 тис. в 1 мм3 до 100—200 і менше).

## Генеза (процес утворення)
Алейкія розвивається при порушенні кровотворення внаслідок уражень кровотворних органів деякими шкідливими речовинами, які потрапляють до організму через травний тракт. Іноді алейкія супроводжує тяжкі захворювання (туберкульоз, злоякісні новоутворення).

## Перебіг
При алейкії порушується також утворення й інших клітин крові — червонокрівців (червоних кров'яних тілець), кров'яних пластинок (тромбоцитів) та зменшується їх кількість. При алейкії утворюються крововиливи у шкіру та внутрішні органи, некротичні виразки в зіві і на слизових оболонках травного тракту. Опірність організму до захворювань при алейкії знижується.

## Форми
Відомі різні форми алейкії. Основні з них:
- геморагічна алейкія — захворювання нез'ясованого походження
- аліментарно-токсична алейкія, або септична ангіна, — захворювання, спричинюване вживанням ураженого токсинами грибків зерна, яке перезимувало під снігом.

До алейкії також належить агранулоцитоз — захворювання, що перебігає із зменшенням кількості переважно зернистих лейкоцитів (гранулоцитів); розвивається найчастіше після тривалого приймання деяких медикаментів (пірамідон, сульфаніламідні препарати та ін.).

## Лікування
Методи лікування алейкії: переливання крові, антибіотикотерапія.